# Tunnel van Godarville

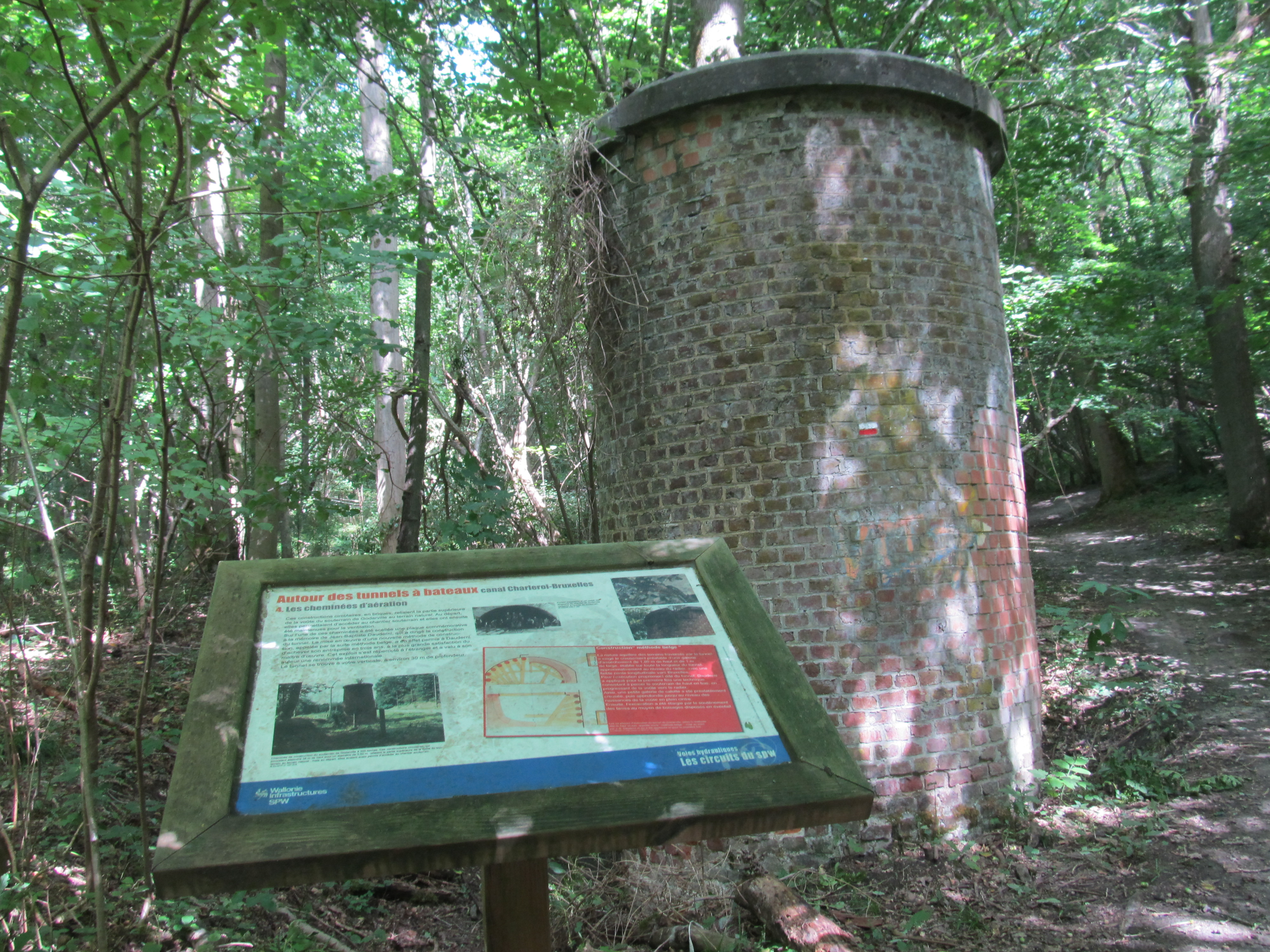
Ventilatieschacht

De Tunnel van Godarville is een scheepvaarttunnel bij Godarville, een dorp in de Belgische gemeente Chapelle-lez-Herlaimont. De tunnel heeft een lengte van 1050 meter.

## Geschiedenis
Om de enorme hoogteverschillen op het Kanaal Charleroi-Brussel te overwinnen, werden in de vallei van de Samme tussen Ronquières en Seneffe vele sluizen aangelegd en werd er bij het gehucht 'La Bête Refaite' een 1267 m lange tunnel gebouwd, de Tunnel van La Bête Refaite. Dit tracé was geschikt voor schepen tot 70 ton.
Al snel was er behoefte aan een kanaal met grotere capaciteit en tussen 1854 en 1857 werd het kanaal vergroot voor schepen tot 350 ton. De oude tunnel vormde echter een flessenhals en dus werd deze vervangen door de nieuwe tunnel van Godarville. Schepen met een maximale breedte van vijf meter en een diepgang niet groter dan 2,1 meter konden van de nieuwe tunnel gebruik maken. Hierdoor werd het aantal sluizen beperkt tot 30.
Na de Tweede Wereldoorlog werd beslist het kanaal bevaarbaar te maken voor schepen tot 1350 ton. Aangezien de Samme noch de tunnel van Godarville deze vergroting aankonden, diende tussen Ronquières en Godarville een nieuw tracé gebouwd te worden. In 1958 werd de tunnel buiten gebruik gesteld. In Ronquières werd in 1968 het Hellend vlak van Ronquières opengesteld. Daardoor werd het aantal sluizen verder teruggebracht tot 10 plus het hellend vlak. In Godarville werd het nieuwe kanaal westelijk van de tunnel aangelegd in een brede, open sleuf.
De tunnel is aan beide zijden afgesloten met grote metalen poorten om in de winterperiodes de koude (wind) buiten te houden. In de tunnel is aan de zuidzijde naast het kanaal een jaagpad waarlangs de paarden liepen die de boten voorttrokken.